# Светско првенство у скоковима у воду 2013.
Светско првенство у скоковима у воду 2013. одржано је у оквиру Светског првенства у воденим спортовима у Барселони. Такмичење је одржано од 20. до 28. јула Општинском базену Монтђуик.

## Земље учеснице
Учествовале су 44 земље са ... такмичара.
1. Јерменија (2)
2. Аустралија (8)
3. Аустрија (2)
4. Азербејџан (2)
5. Белорусија (2)
6. Бразил (1)
7. Канада (7)
8. Кина (15)
9. Кинески Тајпеј (1)
10. Колумбија (6)
11. Хрватска (2)
12. Куба (7)
13. Доминиканска Република (2)
14. Финска (1)
15. Француска (4)
16. Грузија (1)
17. Немачка (10)
18. Уједињено Краљевство (10)
19. Грчка (2)
20. Хонгконг (5)
21. Мађарска (4)
22. Индонезија (7)
23. Италија (11)
24. Јамајка (1)
25. Јапан (4)
26. Јужна Кореја (6)
27. Северна Кореја (5)
28. Кувајт (1)
29. Литванија (2)
30. Макао (5)
31. Малезија (8)
32. Мексико (13)
33. Холандија (4)
34. Норвешка (3)
35. Пољска (1)
36. Порторико (1)
37. Румунија (2)
38. Русија (13)
39. Јужноафричка Република (4)
40. Шпанија (6)
41. Шведска (4)
42. Украјина (12)
43. Сједињене Америчке Државе (15)
44. Венецуела (6)

## Дисциплине
Такмичење се састојало од 10 дисциплина по пет у мушкој и женској конкуренцији:
- 1 м даска
- 3 м даска
- 10 м торањ
- 3 м даска синхронизовано (парови)
- 10 м торањ синхронизовано (парови)

У појединачним дисциплинама такмчање се састојало од квалификација, полуфинала и финала. Редослед скакача у квалификацијама одређен је компјутерским слободним избором, у току техничког састанка. Најбољих 18 у квалификацијама настављако је такмичење у полуфиналу.
У полуфиналу се скакало од 18 ка првом, а 12 најбољих је отишло у финале.
| ● | Квалификације | 1 | Финала |

| јули 2011      | 20 Суб | 21 Нед | 22 Пон | 23 Уто | 24 Сре | 25 Чет | 26 Пет | 27 Суб | 28 Нед | 29 Пон | 30 Уто | 31 Сре | 1 Чет | 2 Пет | 3 Суб | 4 Нед | Златне медаље |
| -------------- | ------ | ------ | ------ | ------ | ------ | ------ | ------ | ------ | ------ | ------ | ------ | ------ | ----- | ----- | ----- | ----- | ------------- |
| Скокови у воду | 1      | 1      | 2      | 2      | ●      | 1      | 1      | 1      | 1      |        |        |        |       |       |       |       | 10            |

## Сатница
| Датум         | Време | Ниво                                              |
| ------------- | ----- | ------------------------------------------------- |
| 20. јул 2013. | 10:00 | 3 м даска синхронизовано жене, квалификације      |
| 20. јул 2013. | 14:00 | 1 м даска мушкарци квалификације                  |
| 20. јул 2013. | 17:30 | 3 м даска синхронизовано жене, финале             |
| 21. јул 2013. | 10:00 | 10 м торањ синхронизовано мушкарци, квалификације |
| 21. јул 2013. | 14:00 | 1 м даска жене квалификације                      |
| 21. јул 2013. | 17:30 | 10 м торањ синхронизовано мушкарци, финале        |
| 22. јул 2013. | 10:00 | 10 м торањ синхронизовано жене, квалификације     |
| 22. јул 2013. | 14:00 | 1 м одскочна даска мушкарци финале                |
| 22. јул 2013. | 17:30 | 10 м торањ синхронизовано жене, финале            |
| 23. јул 2013  | 10:00 | 3 м даска синхронизовано мушкасрци, квалификације |
| 23. јул 2013  | 14:00 | 1 м даска жене финале                             |
| 23. јул 2013  | 17:30 | 3 м даска синхронизовано мушкасрци, финале        |
| 24. јул 2013  | 10:00 | 10 м торањ жене, квалификације                    |
| 24. јул 2013  | 14:00 | 10 м платформа жене, полуфинале                   |
| 25. јул 2013  | 09:00 | 3 м даска мушкарци, квалификације                 |
| 25. јул 2013  | 14:00 | 3 м даска мушкарце, полуфинале                    |
| 25. јул 2013  | 17:30 | 10 м торања жене, финале                          |
| 26. јул 2013  | 10:00 | 3 м даска жене, квалификације                     |
| 26. јул 2013  | 14:00 | 3 м даска жене, полуфинале                        |
| 26. јул 2013  | 17:30 | 3 м даска мушкарце, финале                        |
| 27 јул 2013   | 10:00 | 10 м торањ мушкарци, квалификације                |
| 27 јул 2013   | 14:00 | 10 м платформа мушкарци, полуфинале               |
| 27 јул 2013   | 17:30 | 3 м даска жене, финале                            |
| 28. јул 2013  | 16:05 | 10 м торањ мушкарци, финале                       |

## Освајачи медаља

### Мушкарци
| Дисциплина                |                                        | Резултат |                                           | Резултат |                                      | Резултат |
| 1 м даска                 | Ли Шисин · Кина                        | 460,95   | Иља Кваша · Украјина                      | 434,30   | Кевин Чавез · Мексико                | 431,55   |
| 3 м даска                 | Хе Чунг · Кина                         | 544,95   | Јевгениј Кузњецов · Русија                | 508,00   | Јаел Кастиљо · Мексико               | 498,30   |
| 10 м торањ                | Ћу Бо · Кина                           | 581,00   | Дејвид Бодаја · САД                       | 517,40   | Саша Клајн · Немачка                 | 508,55   |
| 3 м даска синхронизовано  | Ћин Кај · Хе Чонг · Кина               | 448,86   | Иља Захаров · Јевгениј Кузњецов · Русија  | 428,01   | Ромел Пачеко · Хаир Окампо · Мексико | 422,79   |
| 10 м торањ синхронизовано | Саша Клајн · Патрик Хауздинг · Немачка | 461,46   | Виктор Минибајев · Артем Чесаков · Русија | 445,95   | Цао Јуен · Џанг Јанћуен · Кина       | 445,56   |

### Жене
| Дисциплина                |                                | Резултат |                                          | Резултат |                                            | Резултат |
| 1 м даска                 | Хе Ци · Кина                   | 307,10   | Тања Кањото · Италија                    | 307,00   | Ванг Хао · Кина                            | 297,75   |
| 3 м даска                 | Хе Ци · Кина                   | 383,40   | Ванг Хао · Кина                          | 356,25   | Памела Вејр · Канада                       | 350,25   |
| 10 м торањ                | Си Јађе · Кина                 | 392,15   | Чен Жуолин · Кина                        | 388,70   | Јулија Прокопчук · Украјина                | 354,40   |
| 3 м даска синхронизовано  | Ву Минсја · Ши Тингмао · Кина  | 338,40   | Тања Кањото · Франческа Далапе · Италија | 307,80   | Џенифер Абел · Памела Вејр · Канада        | 300,78   |
| 10 м торањ синхронизовано | Љу Хуејсја · Чен Жуолин · Кина | 356,28   | Меган Бенфето · Розелин Фиљо · Канада    | 331,41   | Панделела Ринонг · Леонг Мун Ји · Малезија | 331,14   |

## Биланс медаља
| Медаље земље домаћина |

|    | Држава     |   |   |   |    |
| -- | ---------- | - | - | - | -- |
| 1  | Кина       | 4 | 0 | 1 | 4  |
| 2  | Немачка    | 1 | 0 | 1 | 2  |
| 3  | Русија     | 0 | 3 | 0 | 3  |
| 4  | Украјина   | 0 | 1 | 0 | 1  |
| 5. | САД        | 0 | 1 | 0 | 1  |
| 6. | Мексико    | 0 | 0 | 3 | 3  |
|    | Укупно (6) | 5 | 5 | 5 | 15 |

|    | Држава     |   |   |   |    |
| -- | ---------- | - | - | - | -- |
| 1  | Кина       | 5 | 2 | 1 | 8  |
| 2. | Италија    | 0 | 2 | 0 | 2  |
| 3. | Канада     | 0 | 1 | 2 | 3  |
| 4. | Украјина   | 0 | 0 | 1 | 1  |
| 4. | Малезија   | 0 | 0 | 1 | 1  |
|    | Укупно (5) | 5 | 5 | 5 | 15 |

### Биланс медаља, укупно
|    | Држава     | Злато | Сребро | Бронза | Укупно |
| -- | ---------- | ----- | ------ | ------ | ------ |
| 1. | Кина       | 9     | 2      | 2      | 13     |
| 2. | Немачка    | 1     | 0      | 1      | 2      |
| 3. | Русија     | 0     | 3      | 0      | 3      |
| 4. | Италија    | 0     | 2      | 0      | 2      |
| 5. | Канада     | 0     | 1      | 2      | 3      |
| 6. | Украјина   | 0     | 1      | 1      | 2      |
| 7. | САД        | 0     | 1      | 0      | 1      |
| 8. | Мексико    | 0     | 0      | 3      | 3      |
| 9. | Малезија   | 0     | 0      | 1      | 1      |
|    | Укупно (9) | 10    | 10     | 10     | 30     |